# Magda Portal
María Magdalena Julia del Portal Moreno, més coneguda com a Magda Portal (Lima, Perú, 27 de maig de 1900 - 11 de juliol de 1989), fou una poeta, escriptora i política peruana.
Va guanyar els Jocs Florals de poesia convocats per la Universitat Major de San Marcos de Lima el 1923, amb el seu poemari Ánima absorta. Ja aleshores va declinar acceptar aquest guardó en saber que qui li havia de lliurar era Augusto Bernardino Leguía, ja dictador, amb la qual cosa es donava a conèixer com una activista social. Juntament amb Federico y Serafín Bolaños va publicar Flechas, la primera revista literària avanguardista del Perú, el 1924.
Portal va presidir l'Associació Nacional d'Escriptors i Artistes peruans, i va representar el Fondo de Cultura Económico mexicà durant una dècada. Va publicar un total de vuit obres poètiques, dues de narratives i set assajos.
És coneguda també per la seva activitat política, per la qual fou perseguida i fins desterrada del seu país. Fou cofundadora de l'Aliança Popular Revolucionària Americana (APRA) juntament amb Víctor Raúl Haya de la Torre. Treballaria amb el Partido Aprista Peruano, en el qual seria membre del comitè executiu nacional, com a secretària d'assumptes femenins.